# Cristina Restelli
Cristina Restelli (Brescia, 10 ottobre 1965) è una karateka e maestra di karate italiana, annoverata tra i maestri di karate tradizionale italiani più titolati ed importanti.

## Carriera
Inizia la pratica del Karate nel 1973, sotto la guida di maestro Dario Marchini.
Fin da subito emerge per le sue innate capacità fisiche che unite a una straordinaria vitalità e a un durissimo allenamento la porteranno ben presto ai vertici del Karate mondiale. il Maestro Restelli ha ottenuto numerosi successi in campo agonistico (in entrambe le principali federazioni mondiali di Karate).
Diventa Istruttore nel 1986 e Maestro nel 1991.
Nel 1999 è determinante per la nascita della “Iniziativa Kokoro” e nel 2008 è cofondatore della “Associazione Culturale Kokoro International” di cui assume la seconda carica istituzionale.
È cintura nera VII Dan.
È una delle pochissime donne Maestro di Karate docenti in corsi nazionali ed internazionali.
Possiamo così riassumere:
- Livello Mondiale: 4 medaglie d’oro – 5 argento – 1 bronzo
- Livello Europeo: 18 medaglie d’oro
- Livello Italiano: 16 medaglie d’oro

Si ritira dall’agonismo nel 1992 ma nel 2006, a 14 anni dall’ultima competizione, è convocata in squadra nazionale dall’allora allenatore Maestro Marchini con la motivazione “senza di lei non si vince!”. Con un solo mese di preparazione, dimostrando così che un Maestro deve essere sempre pronto, partecipa ai Campionati Mondiali cogliendo un ennesimo grande successo.
Così il maestro Marchini disse di lei in un’intervista post-campionato:
"L’eccezionalità di Cristina è sempre sotto gli occhi di tutti quelli che la conoscono. Ha la rarissima qualità di saper rendere facile anche le cose più difficili, di veder sempre il positivo e il possibile, di avere un entusiasmo e una vitalità che contagia. La velocità ed il Kime della sua tecnica non hanno paragoni, come l’agilità del suo corpo, che sembra abbia dimenticato di avere 41 anni. Parafrasando Eraclito direi che in Cristina vi sono “cose che si trovano appena in uno, e di rado”
Nel 2010 è promotrice dell'evento "Festa della Donna Karateka", evento patrocinato dall'Associazione Culturale Kokoro International e dal Comune di Lodi. Durante la giornata il Maestro Restelli ha diretto 250 donne e 80 principianti nella pratica del karatedo. Il ricavato dell'evento è stato interamente devoluto alle autorità giapponesi per le vittime del terremoto e dello tsunami in Giappone del 2009.
Il 10 Ottobre 2015 è stata promotrice, assieme al Maestro Dario Marchini, di una serata al Teatro Dal Verme di Milano all'interno della quale è stato presentato il progetto: "l'Efficacia dell'Arte" un viaggio attraverso le molteplici forme espressive del Karate nel dialogo con altre arti: cinematografia, musica, calligrafia. All'evento hanno partecipato numerosi artisti: il pianista Cesare Picco, il calligrafo Luca Barcellona e i registi Giovanni Giommi e Latino Pellegrini.
Nel 2019, il progetto visivo Efficacia dell'Arte è stato inserito  anche nella rassegna TYPELINE, presentata al MAMBO (Museo di Arte Moderna di Bologna). “Corpo, forza e intenzione, l’equilibrio del Kata dell’arte marziale si rispecchia in quello del gesto calligrafico. Il Maestro Dario Marchini e Luca Barcellona, calligrafo di fama internazionale creano uno spazio finito e aperto, dove corpo, movimento e segno si incontrano in una forma perfetta.”